# Bahnhof Echem

Der Bahnhof Echem ist ein ehemaliger Bahnhof und heute Haltepunkt in der gleichnamigen Gemeinde im Landkreis Lüneburg. Das erste Empfangsgebäude wurde mit der Eröffnung der Bahnstrecke Lüneburg–Hohnstorf im Jahr 1864 errichtet, der eigentliche Bahnhof aber erst im Jahr 1872. Die Station und die Gleisanlagen werden von DB InfraGO betrieben. Das Empfangsgebäude steht unter Denkmalschutz.

## Bahnanlage
Die postalische Anschrift des Bahnhofes ist Dorfstraße 17, der Zugang erfolgt entweder über die Bahnhofsstraße oder auch über die Dorfstraße. Parkplätze sowie Fahrradstellplätze sind an der Station vorhanden und der Zugang zum Bahnsteig ist barrierefrei möglich. Ein Übergang zum Busverkehr besteht nicht direkt am Haltepunkt, allerdings befindet sich die Bushaltestelle Dorfstraße 300 Meter vom Bahnhof entfernt.
Mit Eröffnung der schmalspurigen Bleckeder Kreisbahn im Jahr 1895 wurde Echem zum Anschlussbahnhof, der von der Kreisbahn einen Übergang zur Strecke nach Lüneburg bot. Nachdem von der Bleckeder Kreisbahn am 25. August 1904 eine direkte Strecke von Karze nach Lüneburg eröffnet wurde, wurde der Streckenabschnitt Wendewisch–Echem stillgelegt und Echem verlor seine Funktion als Anschlussbahnhof wieder.

Seit dem Beginn des 21. Jahrhunderts haben die Fahrgastzahlen der Station stetig zugenommen. Täglich nutzen mehr als 300 Fahrgäste (Stand: 2020) den Haltepunkt.

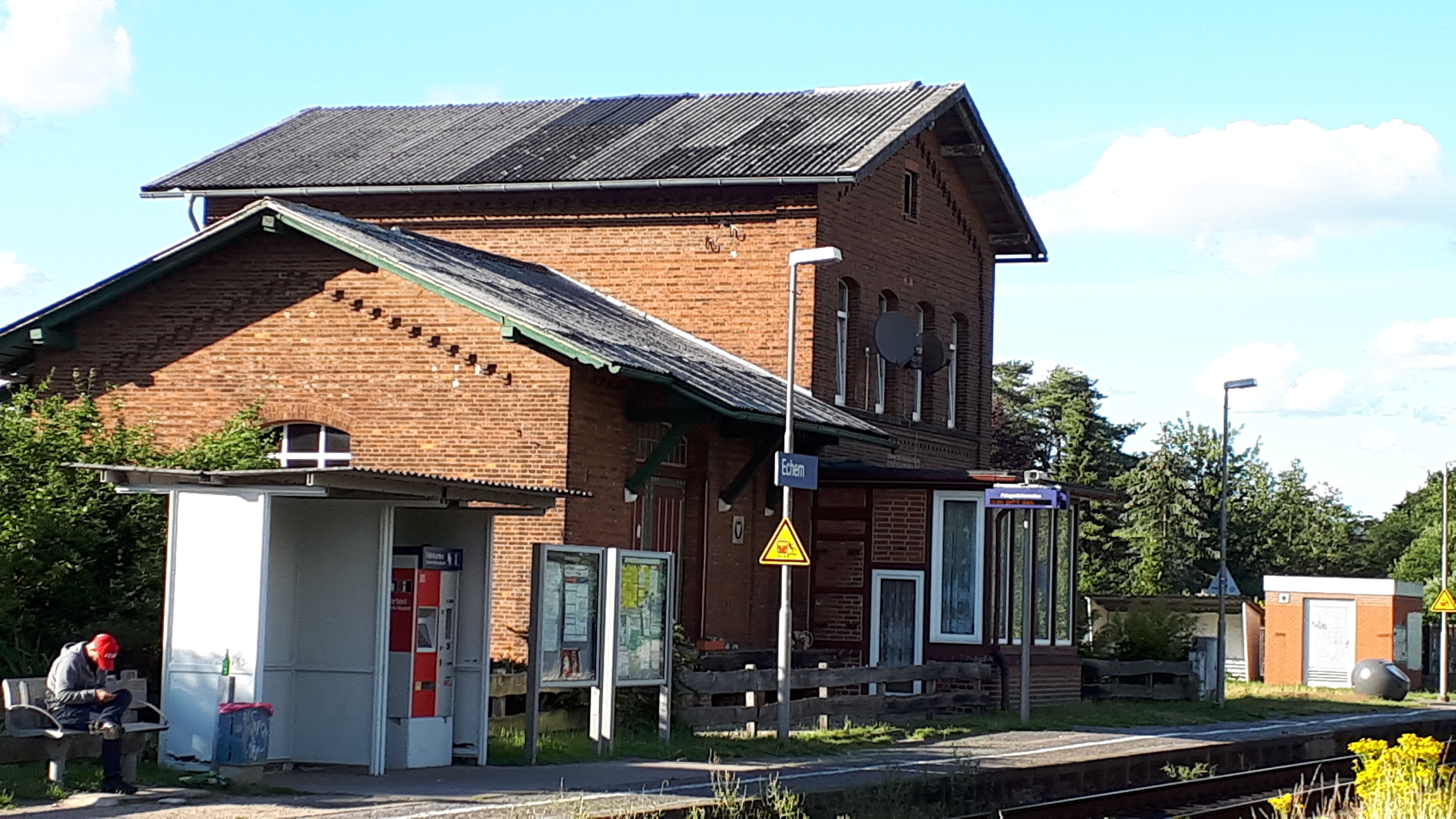
Empfangsgebäude der Haltepunktes.

## Modernisierung
Die Deutsche Bahn investiert kontinuierlich in ihre Bahnhöfe, um sie fit für die Zukunft zu machen. Im Rahmen dieser Bemühungen wird der Bahnsteig erneuert und auf 76 Zentimeter erhöht, um den Reisenden einen stufenfreien Zugang zu den Zügen zu ermöglichen. Das Modernisierungspaket umfasst auch zwei neue Wetterschutzhäuser, dynamische Zugzielanzeiger, neue Bahnsteigausstattung sowie eine taktile Wegeleitung. Zusätzlich wird eine neue Zuwegung zur Bahnhofsstraße gebaut. Bund, Land und Deutsche Bahn investieren hierfür rund 1,8 Millionen Euro.
Die bauvorbereitenden Maßnahmen begannen nach Ostern 2023, einschließlich der Baufeldeinrichtung. Ursprünglich war geplant, die Modernisierung im Spätsommer 2023 abzuschließen.
Trotz der geplanten Fertigstellung im Sommer 2023 ist die Modernisierung des Bahnhofs jedoch immer noch nicht abgeschlossen.

## Betrieb
Der Haltepunkt verfügt über ein Gleis mit einem Seitenbahnsteig und wird stündlich von der Regional-Express-Linie 83 bedient. Dabei werden Akku-Züge des Typs Stadler FLIRT Akku in Doppeltraktion eingesetzt.
| Linie | Zuglauf | Takt                                                                     | Kursbuchstrecke                      | Eisenbahnverkehrs-unternehmen | Fahrzeugmaterial       |
| ----- | --- | ------------------------------------------------------------------------ | ------------------------------------ | ----------------------------- | ---------------------- |
| RE 83 | Kiel Hauptbahnhof – Raisdorf – Preetz – Ascheberg (Holst) – Plön – Bad Malente-Gremsmühlen – Eutin – Bad Schwartau – Lübeck Hauptbahnhof – Lübeck-Hochschulstadtteil – Lübeck Flughafen – Ratzeburg – Mölln – Büchen – Lauenburg (Elbe) – Echem – Lüneburg | Annähernder Stundentakt (Takt alle 45 min/75 min.) / ab Büchen stündlich | 145: Kiel–Lübeck und Lübeck–Lüneburg | erixx Holstein                | 2 × Stadler FLIRT Akku |

(Stand: Fahrplan Mai 2024)